# Ingrid Peters
Ingrid Peters (* 19. April 1954 als Ingrid Probst in Dudweiler, Saarland) ist eine deutsche Sängerin und Rundfunkmoderatorin.

## Leben
Peters wuchs im Saarbrücker Stadtteil Malstatt auf und legte am Wirtschaftswissenschaftlichen Gymnasium das Abitur ab. Anschließend studierte sie an der Pädagogischen Hochschule in Saarbrücken und erwarb ihr Diplom in Arbeitslehre und Sport. Gleichzeitig erlernte sie an der Musikschule Saarbrücken das Klavierspiel. 1973 begann sie ihre musikalische Karriere als Sängerin in einer Band.
1976 folgte die erste Schallplatte. Für ihr Album Komm doch mal rüber mit der gleichnamigen Hitsingle erhielt sie die Goldene Europa und es folgten weitere Hits. Ihre ältere Schwester Linda Bergen versuchte in jener Zeit ebenfalls, im Musikgeschäft Fuß zu fassen, der Durchbruch gelang ihr jedoch nicht. Zwischen 1976 und 1986 standen insgesamt vier Lieder von Peters in den offiziellen deutschen Verkaufshitparaden. 1979 bewarb sie sich mit Du bist nicht frei bei der deutschen Vorentscheidung zum Eurovision Song Contest und erreichte Platz acht. Mit der Coverversion Afrika belegte sie 1983 in der ZDF-Hitparade Platz eins. Im selben Jahr wurde Ingrid Peters beim Seoul-Song-Festival in Südkorea Dritte. Außerdem bewarb sie sich 1983 zusammen mit July Paul erneut bei der deutschen Vorentscheidung zum Eurovision Song Contest. Ihr Titel Viva la mamma kam auf Platz zwei. Beim Eurovision Song Contest 1986 nahm Peters mit dem Titel Über die Brücke geh’n teil und belegte den achten Platz.
Danach legte sie eine mehrjährige Pause ein und kündigte ihren Plattenvertrag mit Ralph Siegel. 1997 trat sie bei den Deutschen Schlager-Festspielen mit dem Titel Komm und halt mich fest (Musik: Willy Klüter) wieder auf und erreichte Platz sechs. Seither schreibt sie nahezu alle ihre Texte und auch einen Teil der Melodien selbst. Das erste selbsterstellte Album war Aufgewacht. Einer ihrer künstlerischen Höhepunkte war ein Auftritt im Jahr 2000 bei der großen Silvester-Show in Peking. 2002 brachte sie in ihrer Heimatstadt Saarbrücken ihr One-Woman-Musical Bin ich denn total verrückt?! mit der Premiere in der Congresshalle auf die Bühne.
Seit 2004 sang Peters Advents- und Weihnachtskonzerte in Kirchen, teilweise mit Peter Horton. 2005 erschien ihr Album Mit meinen Augen mit den Auskopplungen In deinen Augen sieht’s nach Regen aus und Weit. 2007 nahm sie den Titel Solang’ aus Liebe für das letzte Album von Drafi Deutscher, The Last Mile, auf. 2009 kam ihr Album mit Titeln wie Schwester, Freundin und Draußen, in einer anderen Welt auf den Markt, von denen einige im Jahr 2008 ausgekoppelt wurden.
Insgesamt war Peters in mehr als 1000 Fernsehsendungen zu sehen. Ihr künstlerischer Schwerpunkt sind allerdings Bühnenauftritte, wobei sie Auftritte mit einer Live-Band solchen mit Halbplayback vorzieht. Von 1993 bis Weihnachten 2019 war sie auch als Rundfunkmoderatorin bei SR 3 Saarlandwelle tätig. Von 1987 bis 1994 moderierte sie im SWR-Fernsehen das Schülerquiz Die sechs Siebeng’scheiten.

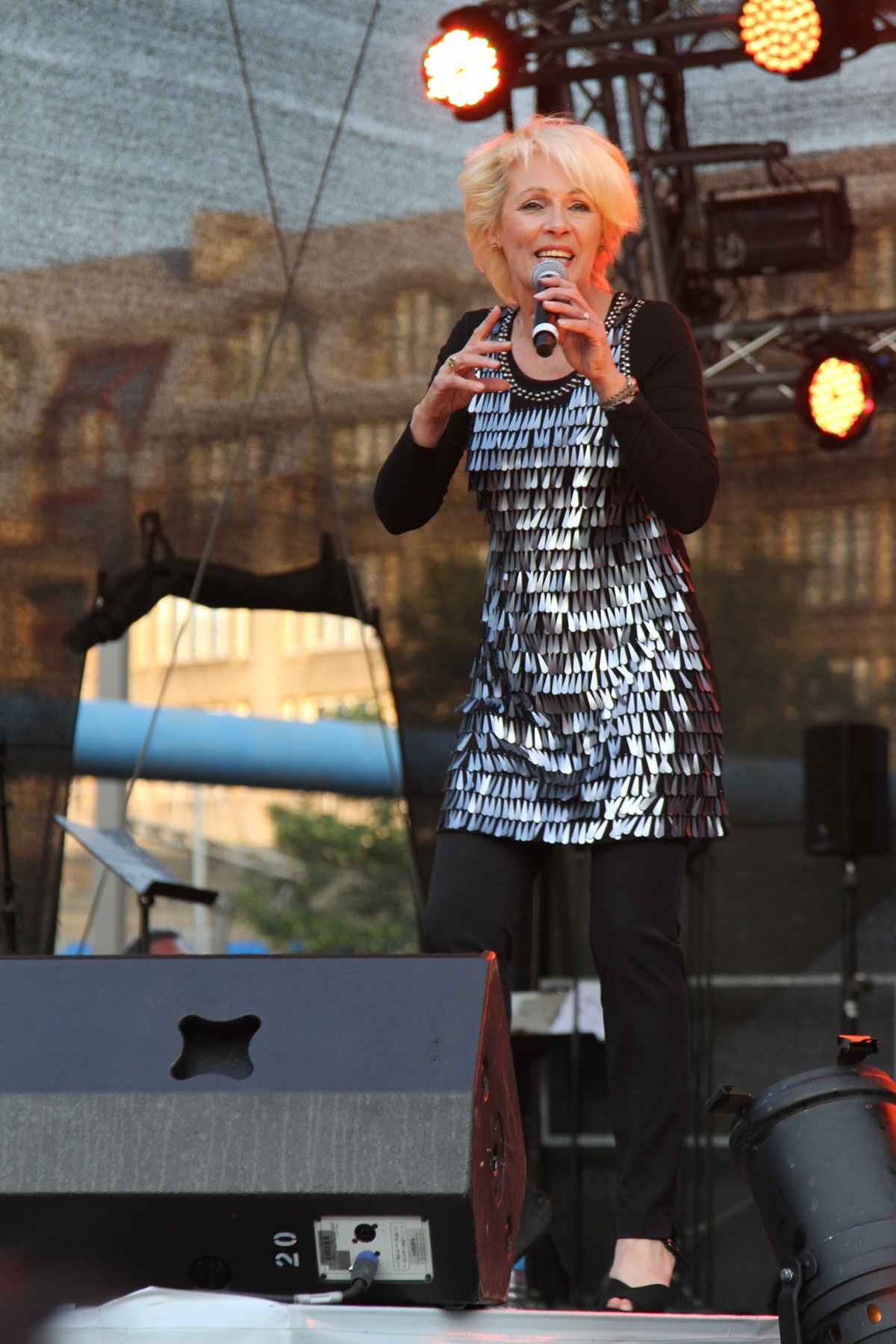
Ingrid Peters (2011)

Im September 2011 nahm Ingrid Peters an dem TV-Format Cover My Song des Senders VOX teil. Dabei traf ein Schlagerstar jeweils auf einen Nachwuchsrapper, in diesem Fall Dr. Knarf. Er coverte Komm doch mal rüber als Rap, während Peters den Rap 8 Takte zu einem Schlager umarbeitete. Diese neue Version von Komm doch mal rüber erschien nach der Sendung als Download, 8 Takte auf dem Ingrid-Peters-Album Lass es rocken.
Unter dem Titel Zurück nach vorne entwickelte sie gemeinsam mit dem französischen Gitarristen und Entertainer Laurent Kremer (Das Supertalent-Finalist 2014) eine weitere Konzertreihe für den intimen Rahmen von Kulturhäusern und Kleinkunstbühnen. Dieses Programm setzt sich aus Titeln der 1950er bis 1970er Jahre zusammen, in denen aus der Schülerin, Studentin und Bandsängerin Ingrid Probst die professionelle Sängerin Ingrid Peters wurde. Es enthält Titel von Gilbert Bécaud, Dalida und Joan Baez, den Carpenters, Beatles, Janis Ian und vielen anderen. Die Premiere war am 8. April 2014 im Studio 1 des Saarländischen Rundfunks.
Ab März 2016 nahm Peters, nach über 40 Jahren im Showgeschäft, nur noch wenige Live-Veranstaltungen mit Begleitorchestern oder mit ihrem Gitarristen Laurent Kremer im Rahmen des Kleinkunstprogramms Zurück nach vorne an.

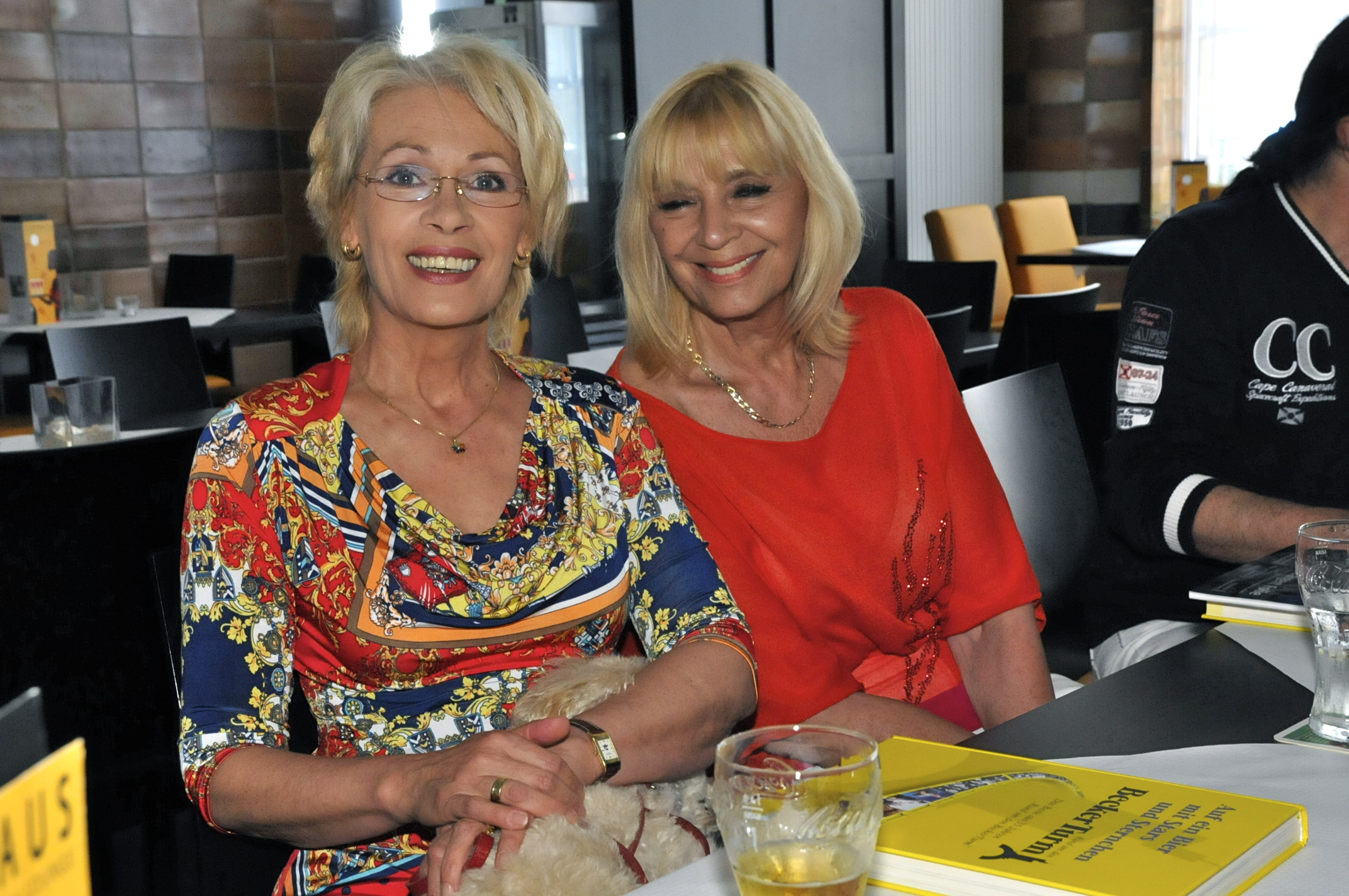
Die Schlagersängerinnen Ingrid Peters (links) und Cindy Berger (rechts) stellen ein Erinnerungsbuch vor. (2013)

Von November 2019 bis Mai 2020 war sie am Saarländischen Staatstheater in der deutschen Premiere des Michel-Legrand-Musicals Marguerite zu sehen.
2021 nahm Peters Abschied von der Bühne.

## Weitere Aktivitäten

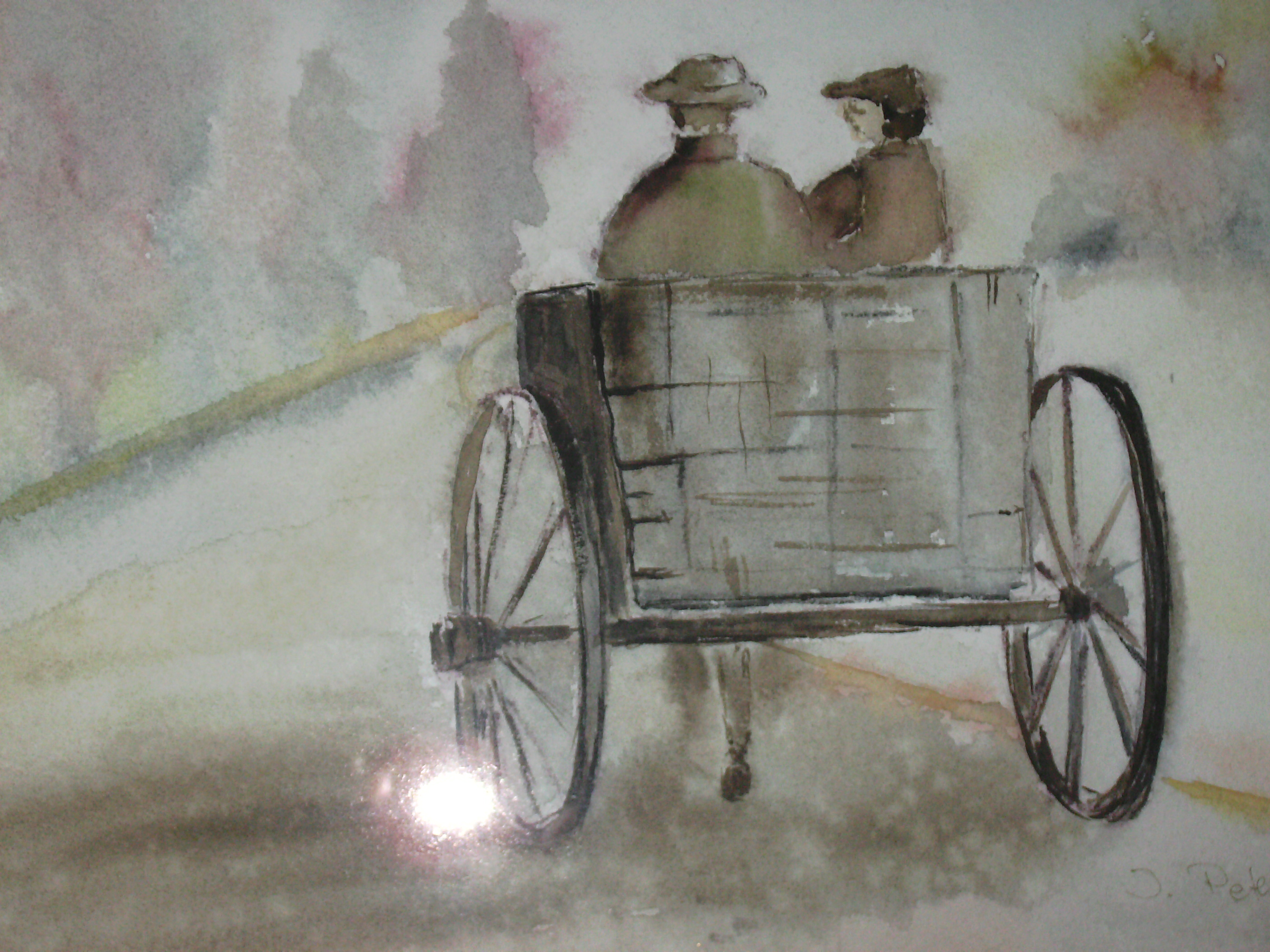
Spanischer Pferdewagen (Acryl/LW)

Ingrid Peters pflegt halbprofessionell die Malerei, dafür bildete sie sich autodidaktisch sowie bei der Kunstpädagogin Claudia Werel und dem Dortmunder Maler Wilfried Borowski aus. In der Folge hatte sie zehn erfolgreiche Verkaufsausstellungen.
In früheren Malphasen benutzte sie die Technik des Aquarellierens und des Malens mit Pastellkreide, heute malt sie fast ausschließlich mit Acryl-Farben. Ihre wichtigsten Werkphasen sind Landschaften, Mallorquinische Impressionen, Blumen und eine Blaue Serie. Ihr Stil änderte sich vom Figürlichen hin zur abstrakten Malerei. Zur Bedeutung ihrer Kunst für sie selbst sagt sie: „Wenn ich mich nicht kreativ ausdrücken könnte, würde ich platzen“.

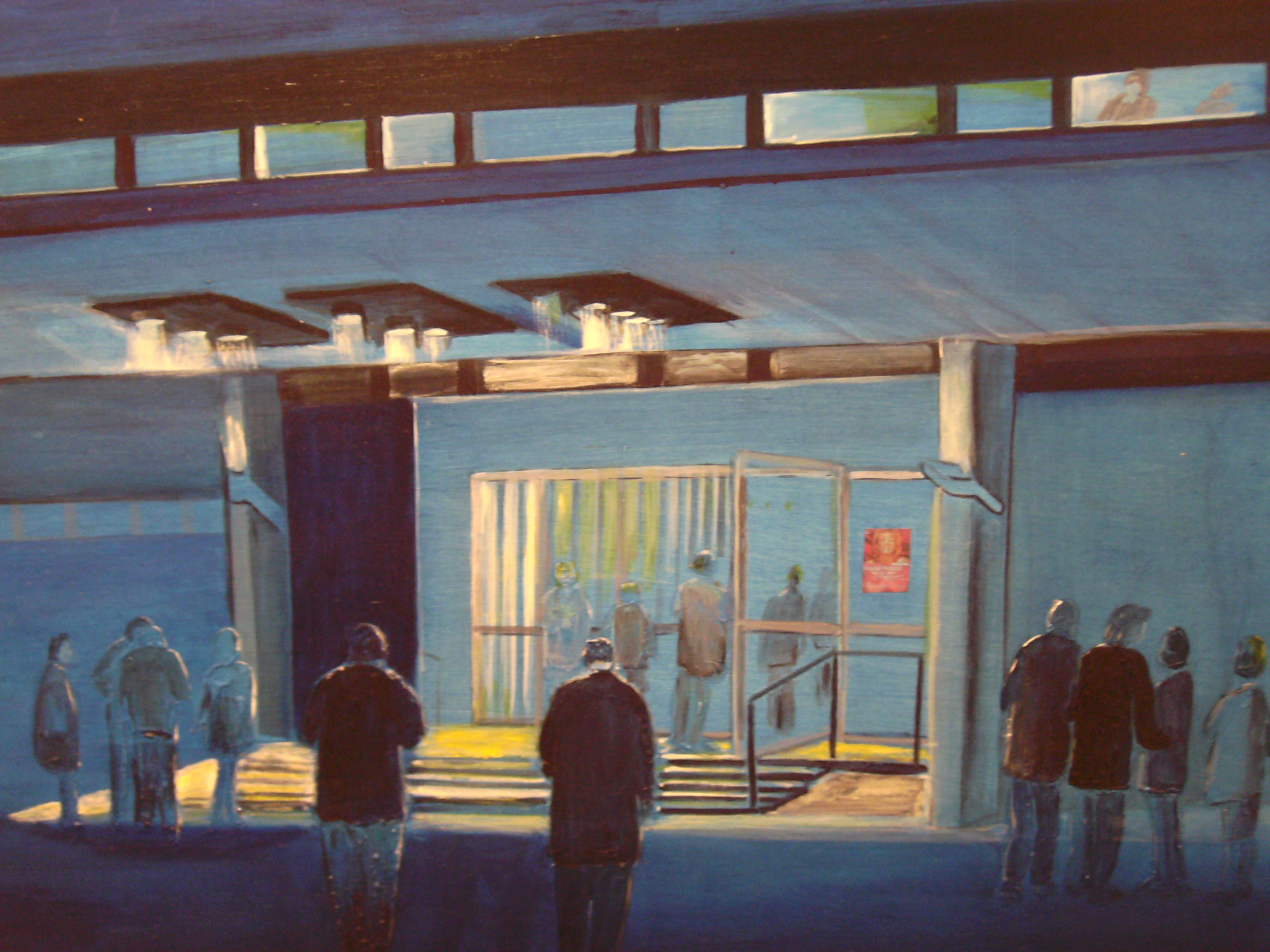
Congresshalle Saarbrücken am Abend (Acryl/LW)

## Ehrungen – Auszeichnungen
Am 9. Oktober 2007 erhielt Ingrid Peters die höchste Auszeichnung des Saarlandes für Verdienste einzelner Bürger, den Saarländischen Verdienstorden, für ihr gesamtes Lebensbild als Sympathieträgerin für das Bundesland. In der Begründung der Landesregierung, welche die Auszeichnung vergibt, wird angeführt, Peters wirke national und international als „Botschafterin für das Saarland“.

## Diskografie

### Singles
- 1976: Komm doch mal rüber
- 1976: Jesse
- 1977: Geh an mir vorbei
- 1977: Aber nicht mit mir
- 1978: Schmeiß den Kuckuck aus dem Nest
- 1979: Du bist nicht frei
- 1979: Feigling
- 1979: Nicht zu fassen
- 1980: Weißt du wo du hingehst (Pilot of the Airwaves)
- 1981: Ich halte zu dir
- 1981: Weinen kann jeder
- 1982: Einmal bleibst du hier (I Won’t Let You Down)
- 1982: Berührungen (Dann gehören sie zusammen) / Sag' endlich „Ja“
- 1983: Afrika
- 1983: Viva la mamma (& July Paul)
- 1984: Tango
- 1984: Schwarz & weiß
- 1984: Lösch’ das Feuer
- 1985: Noch eine Nacht (One More Night)
- 1986: Über die Brücke geh’n
- 1995: Lass uns noch einmal Kinder sein (als Teil von Stars für Wolke 7)
- 1997: Komm und halt mich fest
- 1999: Wir ziehen in ein neues Jahrtausend (mit Peter Petrel, Florence Mottier und Michel Suly)
- 1999: Mit viel Fantasie
- 2000: Es wird alles gut
- 2004: Mitten im Sommer
- 2016: Es gibt nur noch ja

### Alben
- 1976: Komm doch mal rüber
- 1983: Schwarz & weiß
- 1986: Über die Brücke geh’n
- 1994: Aufgewacht
- 1995: Ihre großen Erfolge
- 1999: Musik ist Gefühl
- 1999: Weihnachten daheim
- 2002: Gänsehaut
- 2004: Weißt du, wo du hingehst
- 2005: Mit meinen Augen
- 2006: Meine Besten – Die Jubiläums-CD
- 2009: Es trommelt
- 2012: Lass es rocken
- 2016: Musik ist Gefühl – Das Beste aus 40 Jahren